# Duesenberg
Duesenberg Automobile & Motors Company, Inc. (referenciado também como "Duesy") foi uma empresa fabricante de automóveis de luxo dos Estados Unidos. Fundada em Des Moines, Iowa, pelos irmãos August Duesenberg e Frederick Duesenberg, o local principal de operação da empresa foi movido para Auburn, Indiana. A Duesenberg foi ativa em várias formas de 1913 a 1937. Uma característica distintiva do Duesenberg foi o para-choque dianteiro no estilo gravata borboleta, que usou duas peças de aço, com a parte superior dobrada para se parecer com uma gravata borboleta.

## História

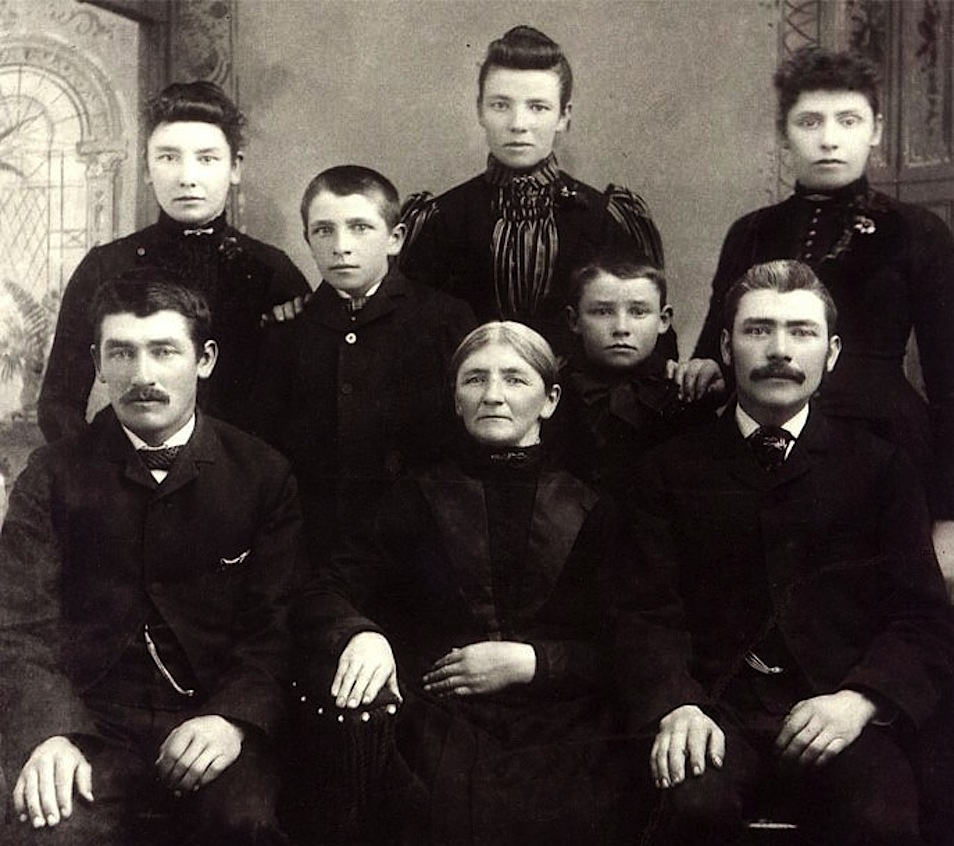
A família Duesenberg, com Frederick e August no centro, c. 1886.

Em 1913 os irmãos Frederick (mais conhecido como Fred) e August Duesenberg fundaram a Duesenberg Automobile & Motors Company, Inc. na Grand Avenue 915 em Des Moines, a fim de construir carros desportivos. Nascidos em 1876 e 1879, respectivamente, em Kirchheide (Lemgo), Alemanha, os dois irmãos eram engenheiros autodidatas e montaram diversos carros experimentais. Os carros Duesenberg
são considerados alguns dos melhores carros de seu tempo, e foram montados em trabalho completamente artesanal. Em 1914 Eddie Rickenbacker pilotou um "Duesy" chegando em décimo lugar nas 500 Milhas de Indianápolis, e um Duesenberg venceu a corrida em 1924, 1925 e 1927. A incipiente companhia começou a produzir motores para aviação quando Raynal Bolling e sua comissão adquiriram uma licença para produzir o motor Bugatti U-16. O fim da Primeira Guerra Mundial parou o projeto, que não chegou à maturidade.
Em 1923 automóveis Duesenberg foram usados como safety car nas 500 Milhas de Indianápolis. Em 1921 James Anthony Murphy foi o primeiro estadunidense a vencer o Grande Prêmio da França dirigindo um Duesenberg no circuito de Le Mans.

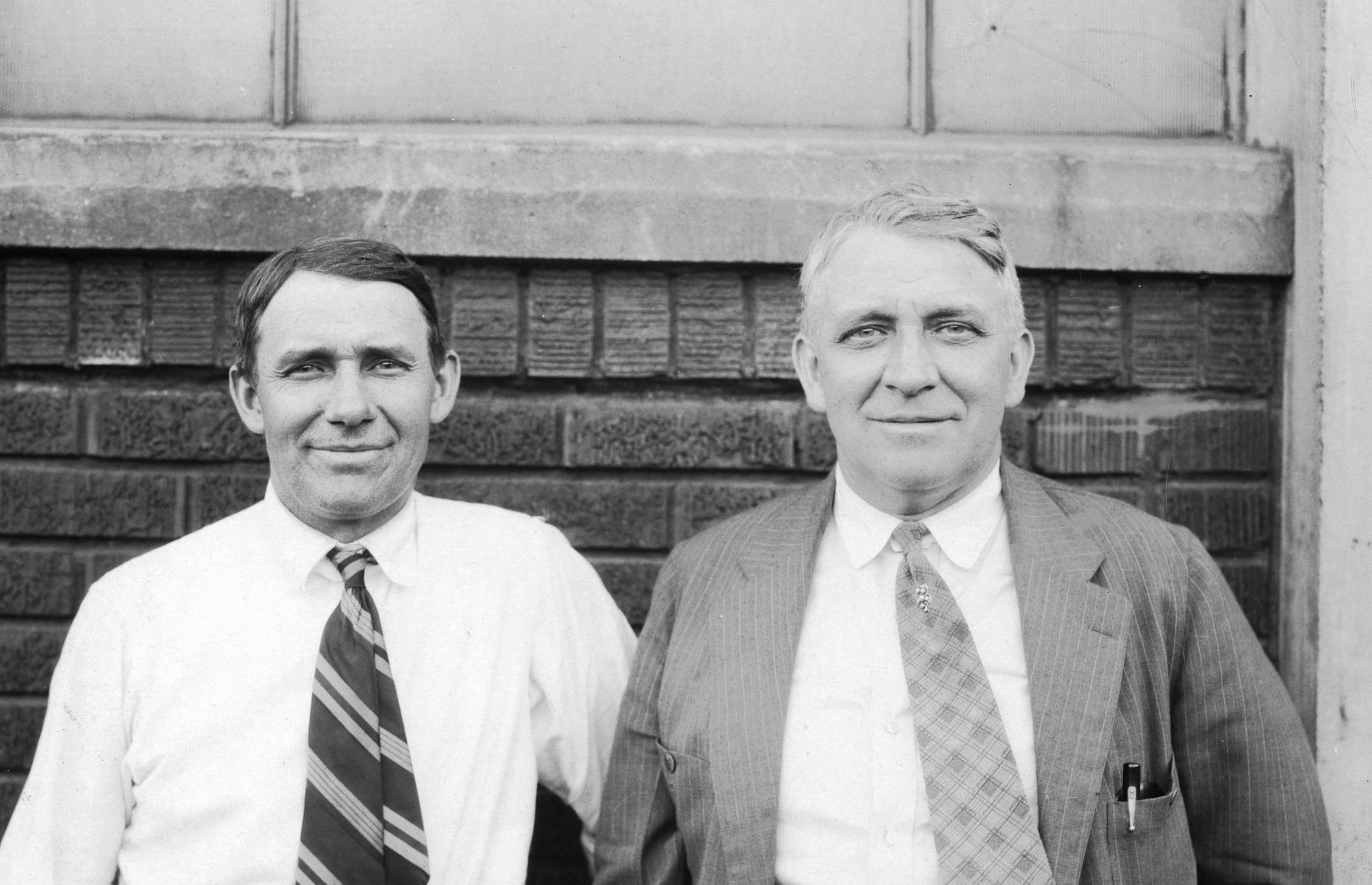
Os irmãos Duesenberg em 1925, August na esquerda e Fred na direita.

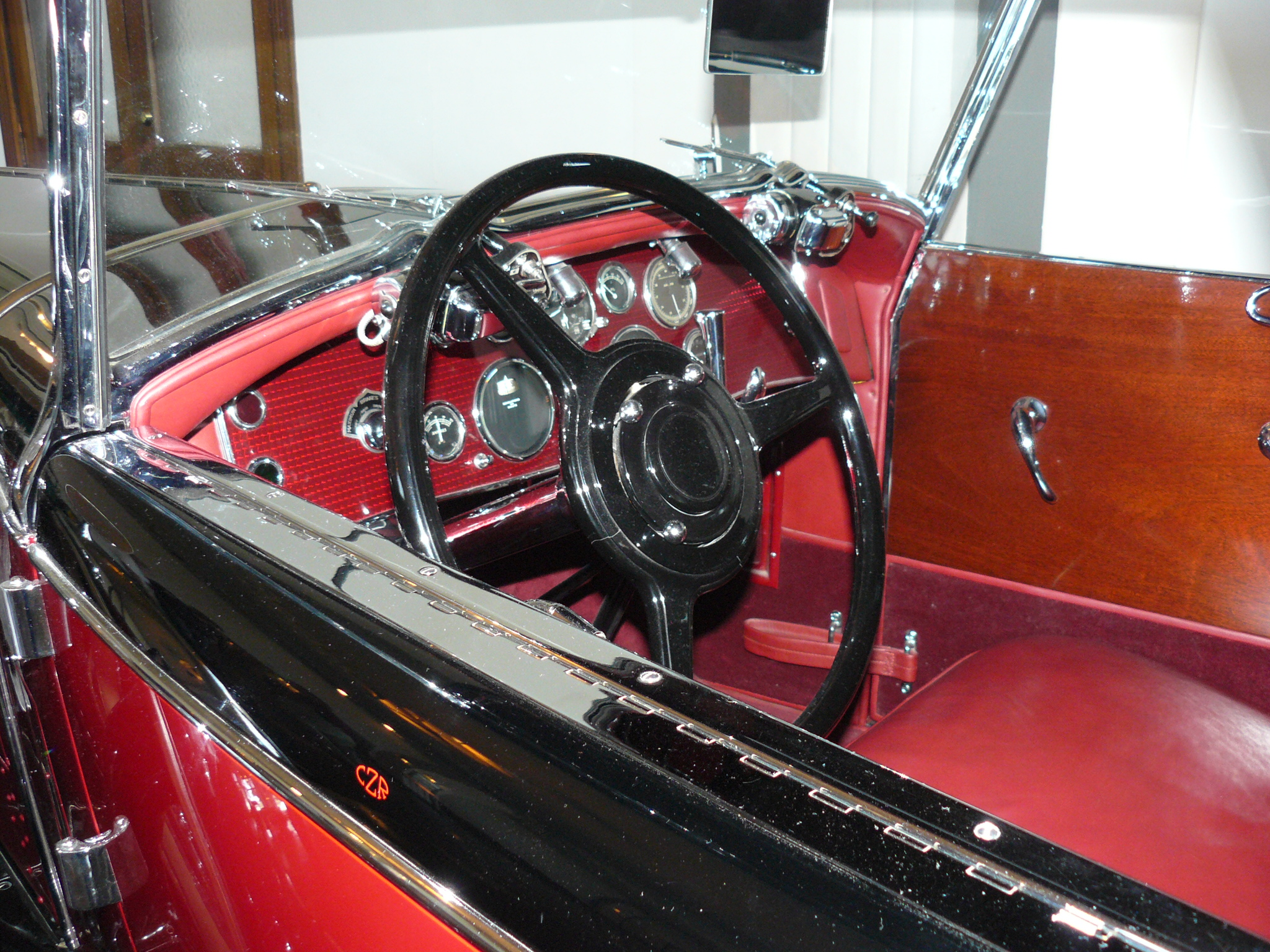
Duesenberg J Murphy 1931.

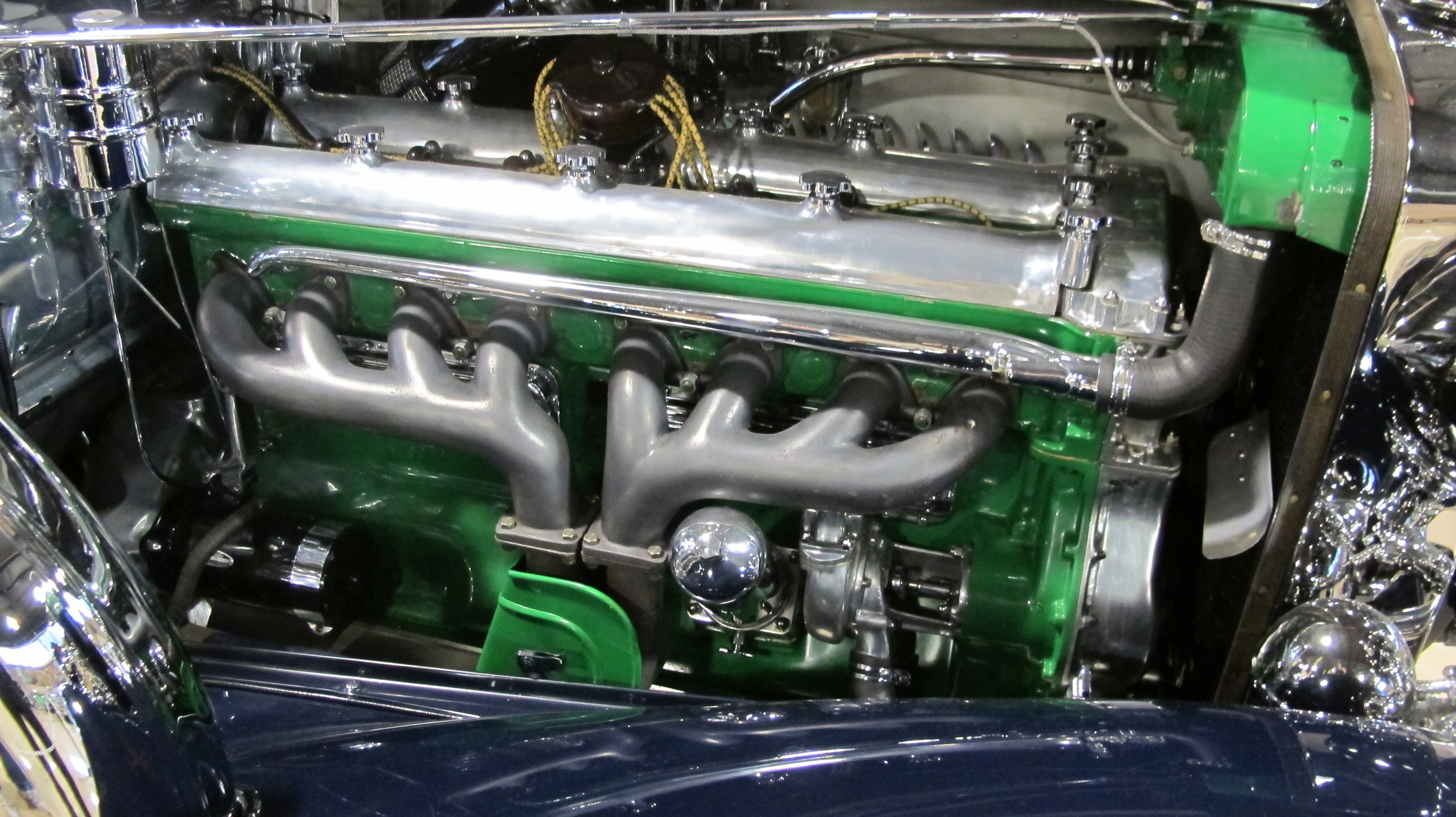
Motor modelo J

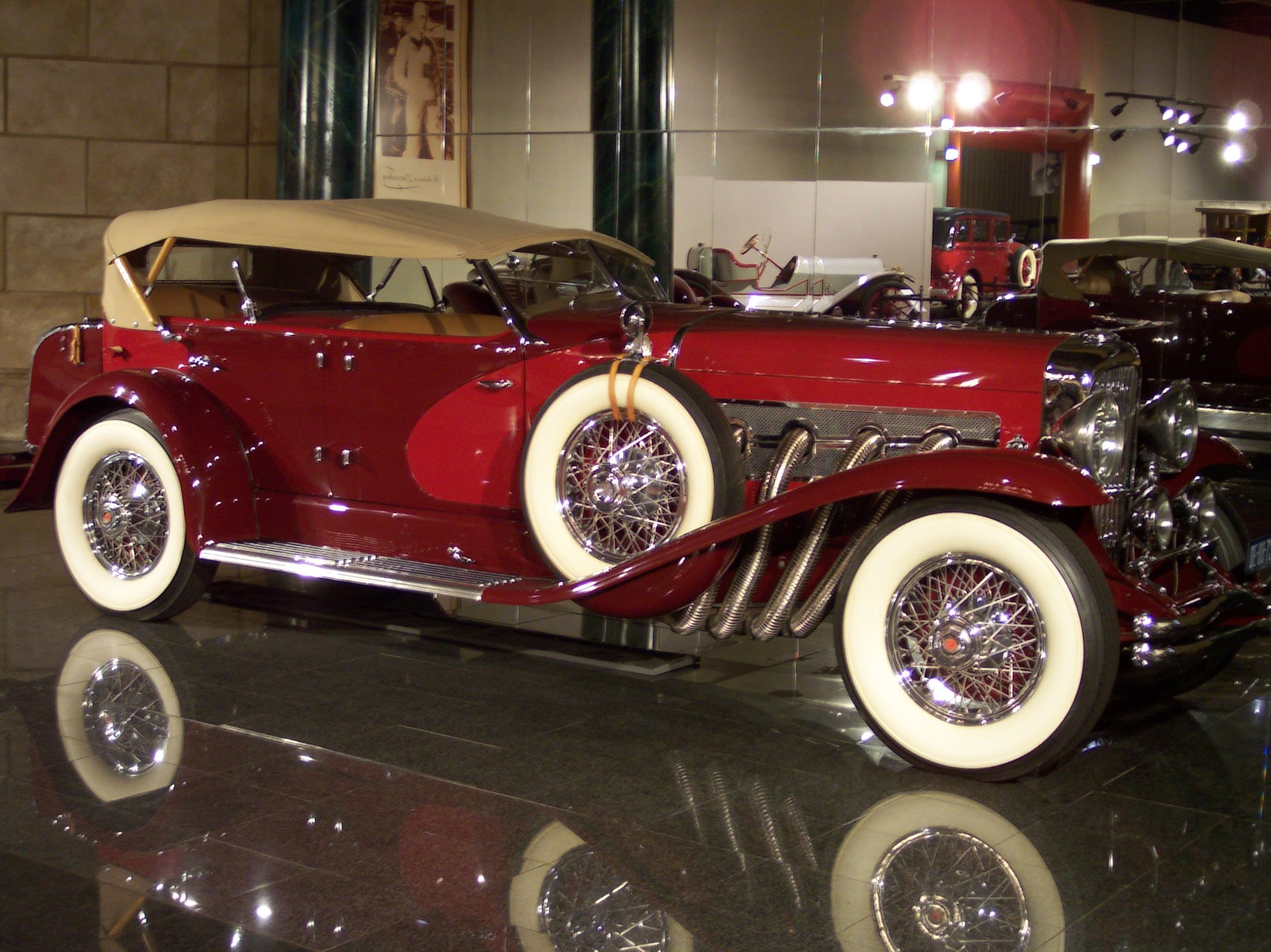
1935 SJ LaGrande Dual-Cowl Phaeton.

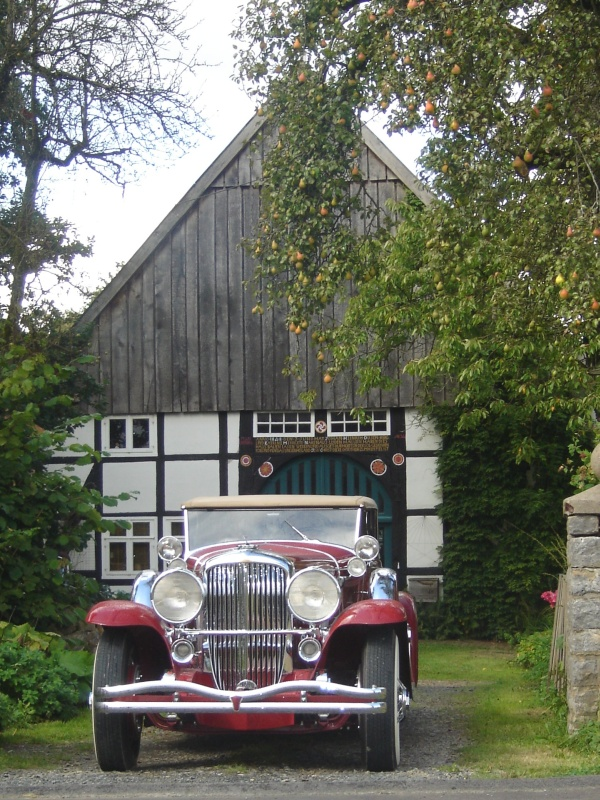
Um modelo J em frente do local de nascimento de Fred e Augie Duesenberg em Kirchheide, Alemanha.